# Montes Archimedes
Die Montes Archimedes sind ein Gebirgszug auf dem Erdmond, östlich des Mare Imbrium. Er ist nach dem griechischen Mathematiker Archimedes benannt und erstreckt sich über 163 Kilometer, und seine Berge sind bis zu 2 Kilometer hoch. Im Zentrum steht ein besonders schroffer Abschnitt über rund 70 Kilometer. Der Mittelpunkt steht bei 25° 3′ N / 4° 6′ W.